# 2-ра танкова дивизия (Вермахт)
2-ра танкова дивизия е една от танковите дивизии на Вермахта по време на Втората световна война.

## История
2-ра танкова дивизия е сформирана на 15 октомври 1935 г. във Вюрцбург, 13-и военен окръг. През 1938 г. е прехвърлена във Виена, след анексирането на Австрия. До началото на войната дивизията приема голям брой австрийци в редиците си. Дивизията участва в кампанията в Полша през 1939 г. и понася тежки загуби в боевете. След Полша участва в боевете на запад като част от 12-а армия, 19-и армейски корпус, в района на Айфел, Люксембург, Северна Франция и южна Белгия. През май 2-ра танкова дивизия превзема Абвил, което помага за затваряне на обкръжението на съюзническите войски при Дюнкерк. Участва в последвалите боеве и обкръжението на оцелелите съюзнически дивизии край линия „Мажино“.
След кампанията на запад 2-ра танкова дивизия става част от окупационните части в Полша. През тези месеци дивизията е реорганизирана, осигурява формации за основа на други дивизии и приема нови такива. През април (март) 1941 г. е прехвърлена в Румъния, за да участва в кампанията на Балканите. Там 2-ра танкова дивизия заедно с 6-а планинска дивизия превземат Атина, Гърция.
След края на кампанията на Балканите колесните машини на дивизията се придвижват в Югославия, през Албания и от Хърватия са транспортирани чрез влакови композиции към Германия. Верижните машини са натоварени на транспортни кораби от гръцкото пристанище Патрас за Тарент, южна Италия. На 21 май 1941 г. корабите „Марбург“ и „Кибфелс“ са потопени заедно с товара си от новопоставени британски минни полета. По тази причина участието на дивизията в бойни действия се забавя. По време на настъплението в Съветския съюз 2-ра танкова дивизия е в Германия. През юли 1941 г. е прехвърлена в Полша. През август 1941 г. е прехвърлена в южна Франция, а през септември е изпратена към Съветския съюз като пристига на фронта през октомври.
По време на кампанията в Съветския съюз 2-ра танкова дивизия е част от група армии „Център“. Участва в боевете в района на Рославл, Вязма, Гжатск, и покрайнините на Москва. През зимата на 1941/42 г. е изтласкана от Москва по време на голямата съветска зимна контраофанзива. Дивизията участва в боевете при Клин, Карманово, Белое и защитните боеве при Ржев, отстъплението от Ржев, офанзивата при Курск през юли 1943 г., а по-късно и при боевете при Орел, Киев, Гомел и река Днепър. Загубите ѝ по време на тези боеве са значителни.
В началото на 1944 г. 2-ра танкова дивизия е изтеглена от Източния фронт и е изпратена в Амиен, Франция за възстановяване. Под командването на генерал фон Лютвиц дивизията получава добра подготовка за нощни боеве. През юни 1944 г. след десанта в Нормандия участва в боевете срещу съюзническите войски. Участва в изтласкването на 7-а бронетанкова дивизия от Вилер-Бокаж и задържането на кота 174. Заема сектор от фронтовата линия при Каумонт, а през юни в района на Вире. През август участва в неуспешната атака към Мортен. След боевете в Нормандия 2-ра танкова дивизия е обградена във Фалезкия чувал. Успява да се измъкне с цената на тежки загуби. Към 1 септември дивизията разполага с 27 танка, 12 оръдия и 1600 войника.
Във Витлих в района на Айфел, Германия 2-ра танкова дивизия е възстановена и реорганизирана като поглъща остатъците на 352-ра пехотна дивизия. През декември 1944 г. взема участие по време на Арденската офанзива. Загубите ѝ отново са високи.
През март и април 1945 г. остатъците на 2-ра танкова дивизия са погълнати от танкова бригада „Туринген“, която води боеве в района на Мосел, а през април при Фулда. През май 1945 г. при Плауен и Кьоцинг формацията се предава на американските войски.

## Командири
- Генерал-лейтенант Хайнц Гудериан (1 октомври 1935 – 1 март 1938 г.)[4]
- Генерал на танковите войски Рудолф Вайел – (1 септември 1939 – 1 март 1938 г.)[4] – 17 февруари 1942 г.)
- Полковник Волрат Любе – (16 януари 1942 г.)[4]
- Генерал на танковите войски Ханс-Карл фон Есебек – (17 февруари 1942 – 1 юни 1942 г.)
- Генерал-лейтенант Арно фон Ленски – (1 юни 1942 – 5 септември 1942 г.)
- Полковник Карл Фабиунке (20 август 1942 г.)[4]
- Генерал-лейтенант Волрат Любе – (5 септември 1942 – 1 февруари 1944 г.)
- Генерал на танковите войски Хайнрих фон Лютвиц – (1 февруари 1944 – 5 май 1944 г.)
- Генерал-лейтенант Франц Весофен – (5 май 1944 – 27 май 1944 г.)
- Генерал на танковите войски Хайнрих фон Лютвиц – (27 май 1944 – 31 август 1944 г.)
- Полковник Еберхард фон Ностиц – (1 септември 1944 г.)[4]
- Генерал-майор Хенинг Шьонфелд – (31 август (5 септември[4]) 1944 – 15 декември 1944 г.)
- Генерал-майор Майнрад фон Лаухерт – (15 декември (13 декември[4]) 1944 – 20 март 1945 г.)
- Генерал-майор Оскар Мунцел – (20 март 1945 – 1 април 1945 г.)
- Оберст Хайнрих-Вилхелм Щолброк – (1 април (4 април[4]) 1945 – 8 май 1945 г.)

## Състав на дивизията
| Към 1937 г. в състава на дивизията влизат следните формации: - 2-ра стрелкова бригада - 2-ри стрелкови полк - 2-ри мотоциклетен батальон - 2-ра танкова бригада - 3-ти танков полк - 4-ти танков полк - 74-ти танково-артилерийски полк | Към 1943 г. в състава на дивизията влизат следните формации: - 3-ти танков полк - 2-ри танково-гренадирски полк - 304-ти танково-гренадирски полк - 74-ти танково-артилерийски полк - 2-ри мотоциклетен батальон - 5-и танково-разузнавателен батальон - 38-и противотанков батальон - 38-и танково-инженерен батальон - 38-и танково-свързочен батальон |

## Носители на награди
- Носители на свидетелство за похвала от главнокомандващия на армията (8)
- Носители на Германски кръст, златен (92)
- Носители на почетна кръгла тока на сухопътните части (31)
- Носители на Рицарски кръст (33, включително двама непотвърдени)